# Самаль ришон

Нарукавный знак Самаль ришон, в сухопутных войсках и Военно-воздушных силах ВС Израиля.

Нарукавный знак Самаль ришон, в военно-морском флоте ВС Израиля.

Самаль ришон (ивр. סמל ראשון‎), или самар (ивр. סמ"ר‎) — воинское звание в войсках и силах Армии обороны Израиля (Вооружённых силах Израиля).

## История
Изначально, при образовании в 1948 году Армии обороны Израиля, вместо звания «Самаль ришон» было звание «Самаль Афсанай» (что имеет примерный смысл сержант-квартирмейстер), и только после реформы званий в 1950 году заменено на современное звучание.
До 1950 года звание имелось только в сухопутных войсках. В ВВС звание соответствовало званию «Самаль таяс» (сержант-лётчик), в военно-морских силах (ВМС) звание вообще отсутствовало. В 1950 году звание было унифицировано во всех родах войск и сил в виде названия «Самаль ришон».
В современной армии соответствует (очень отдаленно) российскому воинскому званию «Старший сержант», хотя между званиями имеются многочисленные отличия.
В армии США «Самаль ришон» примерно соответствует по смыслу званию Staff Sergeant, хотя по переводу должен бы соответствовать званию First Sergeant.

## Знаки различия
На обоих рукавах военной формы носится нарукавный знак различия с тремя горизонтальными полосками, поверх которых изображение виноградного листа («фалафель»).
Цвет различается в зависимости от рода войск и сил:
светло-синий в сухопутных войсках, темно-синий в ВВС и золотистый в ВМС.

## Присвоение
Присваивается солдатам боевых частей через 10, а вспомогательных — через 12 месяцев после получения звания «Сaмаль». Это наивысшее звание для солдат срочной службы.